# Rusa (Stadt)
Rusa (russisch Ру́за) ist eine Kleinstadt in der Oblast Moskau in Russland.

## Geographie und Wirtschaft
Die 13.495 Einwohner (Stand 14. Oktober 2010) zählende Ortschaft liegt 110 km westlich von Moskau am gleichnamigen Fluss Rusa, einem Nebenfluss der Moskwa. Die nächstgelegene Eisenbahnstation befindet sich im 22 km entfernten Tutschkowo.
Der Ort beherbergt mehrere Lebensmittelbetriebe (Großfleischerei, Molkerei, Spirituosenfabrik), sowie eine Textil- und eine Möbelfabrik. 20 km südlich der Stadt, in der Siedlung Dorochowo, befindet sich ein Werk des Unternehmens LG Electronics (Stand 2007). 
Südwestlich der Stadt befindet sich der kleine Flugplatz Watulino.

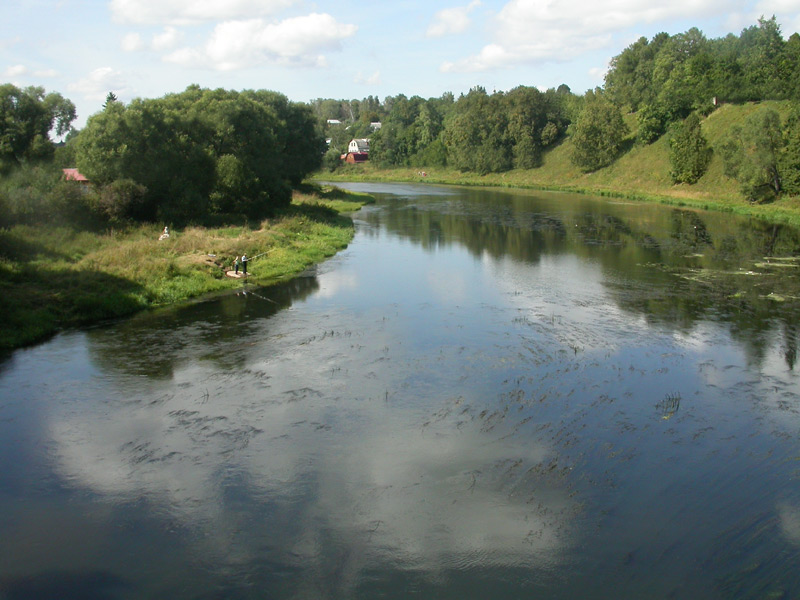
Der Fluss Rusa im Stadtgebiet
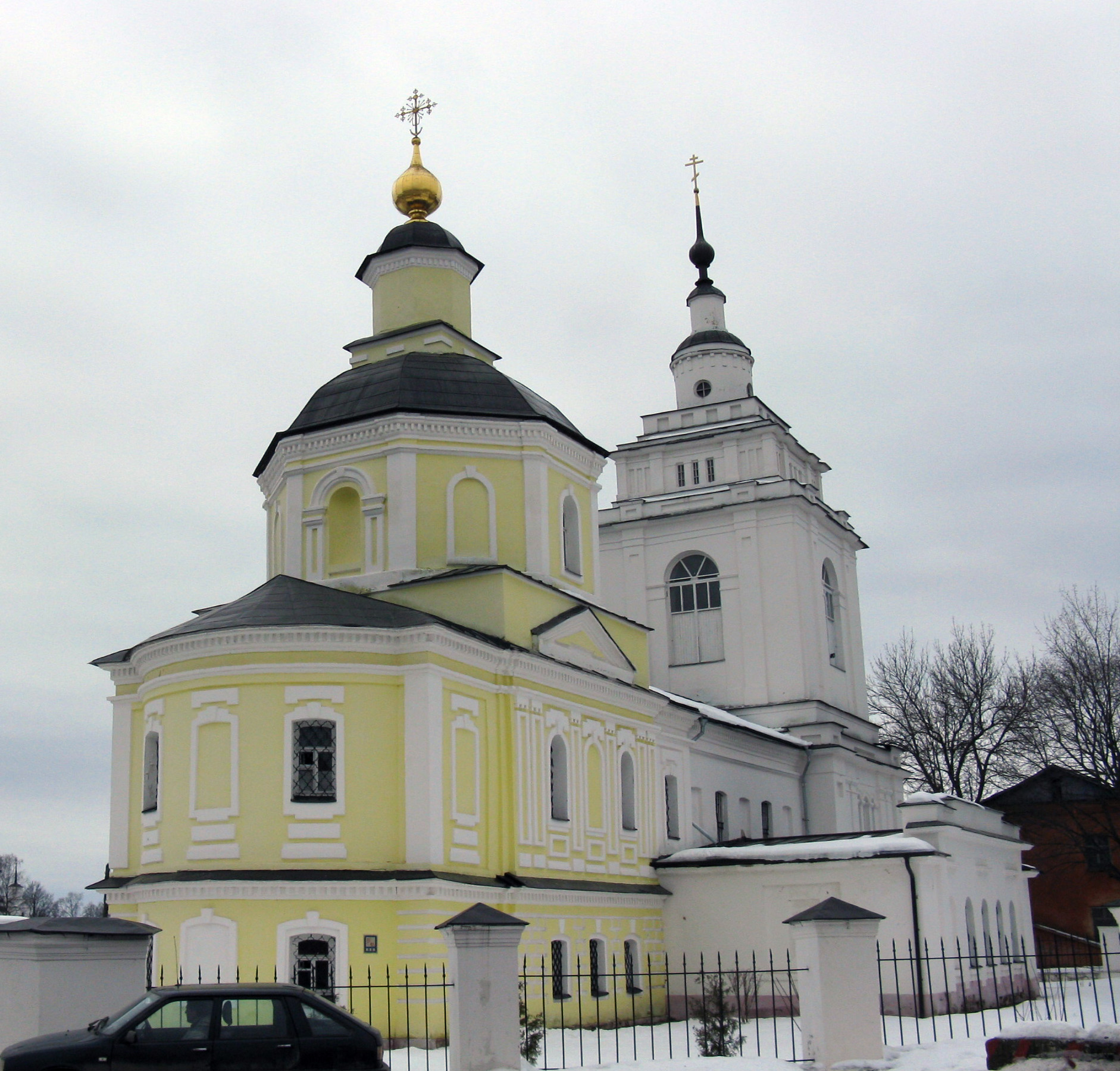
Schutz-und-Fürbitte-Kirche, erbaut 1781

## Geschichte
Rusa, dessen Existenz bereits für das 14. Jahrhundert verbürgt ist, gehörte ursprünglich zum Fürstentum Swenigorod. Zu Beginn des 16. Jahrhunderts wurde die Stadt Teil des Fürstentums Moskau. Rusa war zeitweise eine Festungsstadt – Reste der Wälle haben sich bis heute erhalten. 1618 wurde der Ort vom polnisch-litauischen Heer belagert. Während der Schlacht um Moskau im Zweiten Weltkrieg war Rusa zeitweise von der deutschen Wehrmacht besetzt.

### Bevölkerungsentwicklung
| Jahr | Einwohner |
| ---- | --------- |
| 1926 | 2.800     |
| 1939 | 4.584     |
| 1959 | 5.957     |
| 1970 | 7.737     |
| 1979 | 10.866    |
| 1989 | 14.643    |
| 2002 | 13.516    |
| 2010 | 13.495    |

Anmerkung: Volkszählungsdaten (1926 gerundet)

## Sehenswürdigkeiten
In der Stadt gibt es mehrere Kirchen aus dem 18. und 19. Jahrhundert und ein Heimatmuseum. Wegen ihrer malerischen Umgebung ist die Stadt ein beliebter Erholungsort.

## Söhne und Töchter der Stadt
- Alexander Schtscherbakow (1901–1945), Politiker (KPdSU)
- Wiktor Minibajew (* 1991), Wasserspringer